# Nová Ves (Číměř)

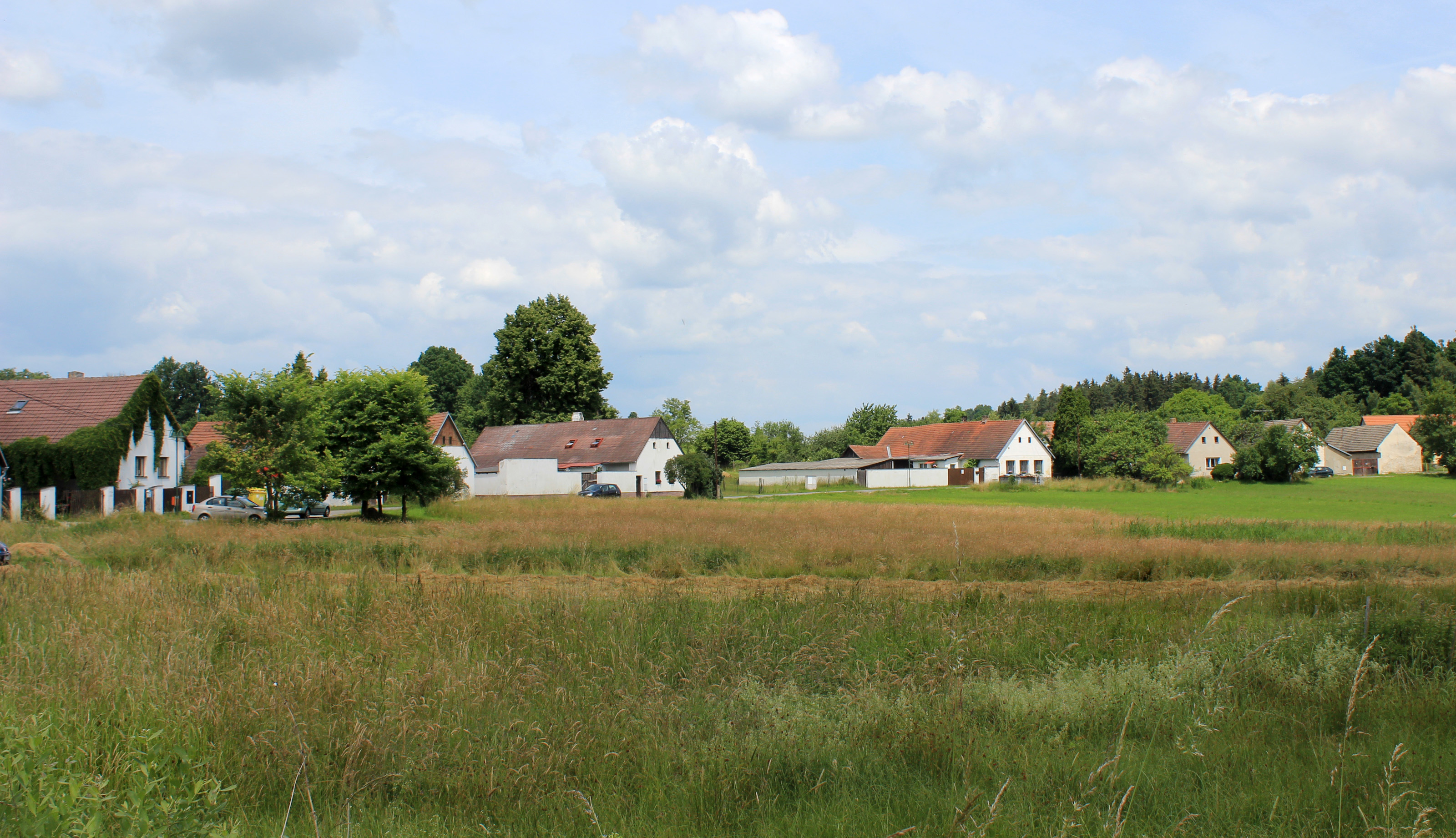
Nová Ves (2015)

Nová Ves (deutsch Schönborn; früher Schönborndorf) ist ein Ortsteil der Gemeinde Číměř in Tschechien. Er liegt neun Kilometer nordwestlich von Nová Bystřice und gehört zum Okres Jindřichův Hradec.

## Geographie
Nová Ves liegt südlich von Jindřichův Hradec. Nachbarorte sind Malíkov nad Nežárkou (Deutsch Moliken) im Norden, Číměř und Bíla im Osten, Lhota und Nová Bystřice im Südosten, Sedlo (Heumoth) und Nový Vojířov (Böhmisch Bernschlag) im Süden, Příbraz und Dolní Lhota (Niederschlagles) im Südwesten, Lásenice im Westen und Vydří im Nordwesten. Südlich erhebt sich der 607 m hohe Homolka.

## Geschichte
Schönborn wurde 1804 von den Grafen Czernin auf Neuhaus als Holzfällersiedlung gegründet und zunächst als „Schönborndorf“ bezeichnet. 1898 erhielt es den amtlichen Ortsnamen „Schönborn“. Seit der Ortsgründung wurden die Matriken bei Oberbaumgarten geführt. Vor dem Ersten Weltkrieg arbeiteten Männer von Schönborn häufig als Maurer in Wien.
Nach dem Ersten Weltkrieg zerfiel der Vielvölkerstaat Österreich-Ungarn.
Der Friedensvertrag von Saint Germain 1919 erklärte den Ort, dessen Bevölkerung im Jahre 1910 zu 76 % der deutschen Sprachgruppe angehörte, zum Bestandteil der neuen Tschechoslowakischen Republik. Die damals einklassige Volksschule wurde 1918 aufgelöst und die Schulkinder der Schule in Deutsch-Moliken zugewiesen. Maßnahmen folgen wie die Bodenreform und die Sprachenverordnung. Dadurch kam es durch Siedler und neu besetzte Beamtenposten zu einem vermehrten Zuzug von Personen tschechischer Nationalität. Durch das Münchner Abkommen wurde Schönborn mit 1. Oktober 1938 ein Teil des deutschen Reichsgaus Niederdonau.
Nach dem Ende des Zweiten Weltkrieges kam die Gemeinde wieder zur Tschechoslowakei zurück. Am 29. Mai 1945 wurde der Ort, gleichzeitig mit den umliegenden Gemeinden, von einer motorisierten Gruppe Tschechen besetzt. Eskortiert von vier Tschechen der Gemarkung wurden, bis auf 12 Familien, alle Ortsbewohner über die Grenze nach Österreich vertrieben. Laut dem Beneš-Dekret 108 wurde das  Vermögen der deutschen Einwohner sowie das öffentliche und kirchliche deutsche Eigentum konfisziert und unter staatliche Verwaltung gestellt. Vier Familien verblieben in Österreich, die restlichen 16 Familien wurden nach Deutschland weiter transferiert.
Im Jahre 2001 bestand das Dorf aus 38 Wohnhäusern, in denen 40 Menschen lebten.

## Siegel und Wappen
Vor 1848 war bei gerichtlichen Angelegenheiten der Bewohner von Schönborn die Gemeinde Lassenitz zuständig und anschließend die Gemeinde Deutsch Moliken. Erst ab dem Jahre 1923 erhielt die Gemeinde einen bildlosen Siegelstempel.

## Bevölkerungsentwicklung
| Volkszählung | Einwohner gesamt | Volkszugehörigkeit der Einwohner | Volkszugehörigkeit der Einwohner | Volkszugehörigkeit der Einwohner |
| Jahr         | Einwohner gesamt | Deutsche                         | Tschechen                        | Andere                           |
| ------------ | ---------------- | -------------------------------- | -------------------------------- | -------------------------------- |
| 1880         | 285              | 266                              | 19                               | 0                                |
| 1890         | 287              | 251                              | 36                               | 0                                |
| 1900         | 252              | 222                              | 30                               | 0                                |
| 1910         | 254              | 191                              | 63                               | 0                                |
| 1921         | 240              | 154                              | 78                               | 8                                |
| 1930         | 228              | 102                              | 122                              | 4                                |
| 1991         | 58               |                                  |                                  |                                  |
| 2001         | 40               |                                  |                                  |                                  |

## Sehenswürdigkeiten
- Kapelle hl. Franziskus